# AP计算机科学
AP 计算机科学 (别称 AP编程, APCS, AP Java 或者是 CSAP) 是由美国大学理事会主持的课程和考试，以便提供给高中学生获得大学水平的计算机科学课程的大学学分。AP计算机科学A 相当与一个学期的大学计算机科学课程， 而AP计算机科学AB 相当于一学年的大学计算机科学课程。现在的AP考试考察的是学生对于Java的知识。AP计算机科学AB已经在2009年5月时停止了学生考试注册。现在的AP计算机科学的主审查官是来自Xavier大学的 Liz Johnson。

## AP计算机科学A
大学先修计算机科学A 考察学生的对于面向用户的程序编程的能力考察（主要是对于如何解决遇到的问题和算法的演绎）。并且包括对于数据结构的研究和抽象概念，但是这些主要包含在AP计算机科学AB，而不是AP计算机科学A。

## AP计算机科学AB（已经停止）
大学先修计算机科学AB 包含所有AP计算机科学A所涉及到得内容，并且包括了对于抽象概念，数据结构和数据抽象概念的深入研究。比如说，二叉树概念只在AP计算机科学AB有所涉及。并且递归和记忆体概念是AP计算机科学AB的考察基础。因为过少的报考率，AP计算机科学AB已经在2008-2009年中停止接受报考申请。

## AP计算机科学考试
目前AP计算机科学A主要考察的是学生对于Java的使用熟练度。在1999年前主要考察的是对于Pascal的使用熟练度。从1999年到2003年主要是考察C++的使用熟练度。AP计算机科学测验始于1984年。
AP计算机科学测验包括两块：
- 第一部分：多选题（长达1小时15分钟的40道多选题）

- 第二部分：自由回答（长达1小时45分钟的4道扩展型回答题）

## AP计算机科学A历史成绩
在2012的报考中，一共有26103位学生参加了考试。这次考试的平均分是3.06分，最低分为1.55分。从2003年开始的成绩总览如下：
| 分数     | 2003   | 2004   | 2005   | 2006   | 2007   | 2008   | 2009   | 2010   | 2011   | 2012   | 2013   |
| -------- | ------ | ------ | ------ | ------ | ------ | ------ | ------ | ------ | ------ | ------ | ------ |
| 5        | 17.1%  | 18.6%  | 17.9%  | 21.9%  | 19.3%  | 21.7%  | 23.2%  | 26.3%  | 24.9%  | 23.6%  | 26.6%  |
| 4        | 24.5%  | 23.6%  | 23.2%  | 22.2%  | 22.8%  | 21.7%  | 25.7%  | 24.7%  | 24.8%  | 24.3%  | 26.6%  |
| 3        | 19.6%  | 15.3%  | 14.9%  | 14.4%  | 14.5%  | 13.9%  | 13.2%  | 13.9%  | 14.2%  | 15.6%  | 13.9%  |
| 2        | 9.2%   | 9.4%   | 9.9%   | 7.7%   | 9.5%   | 9.0%   | 8.2%   | 7.9%   | 7.9%   | 7.7%   | 7.0%   |
| 1        | 29.6%  | 33.1%  | 34.0%  | 33.7%  | 33.9%  | 33.7%  | 29.8%  | 27.1%  | 28.2%  | 28.7%  | 25.9%  |
| 平均     | 2.90   | 2.85   | 2.81   | 2.91   | 2.84   | 2.89   | 3.04   | 3.15   | 3.10   | 3.06   | 3.21   |
| 学生人数 | 14,674 | 14,337 | 13,924 | 14,662 | 15,049 | 15,537 | 16,622 | 20,120 | 22,176 | 26,103 | 31,117 |

## AP计算机科学AB历史成绩
2013年的考试成绩百分比较上次成绩有小幅浮动。
在2008年的考试中，4995位学生参加了这次考试。 平均成绩是3.52。2008年考试的成绩百分比如下：
| 分数 | 百分比 |
| ---- | ------ |
| 5    | 38.9%  |
| 4    | 19.1%  |
| 3    | 15.1%  |
| 2    | 9.0%   |
| 1    | 18.0%  |

## AP计算机科学：准则
这是AP考试计算机方向一个新的考试，中文全称为AP计算机科学：准则，目前这门考试还在改进和发展中。可以确定的是，这个考试将不会代替AP计算机科学A，而将会作为AP计算机科学A的互补。其主要考察学生的编程语言的流畅性和创造性。这个考试是由来自杜克大学计算机科学学院的Owen Astrachan负责。考试提纲已经撰写，和教学提纲一起将在2010至2016年间试运行。

## 连接
- College Board: AP Computer Science A（页面存档备份，存于）
- College Board: GridWorld Case Study（页面存档备份，存于）